# Deltaspis rufostigma
Deltaspis rufostigma là một loài bọ cánh cứng trong họ Cerambycidae.